# بخش افشار
بخش افشار یکی از بخش‌های شهرستان خدابنده در استان زنجان ایران است.

## تقسیمات کشوری
- بخش افشار
  - دهستان شیوانات
  - دهستان قشلاقات افشار

شهر گرماب یکی از شهرهای گردشگری ایران در استان زنجان واقع شده‌است. این شهر مرکز بخش افشار شهرستان خدابنده است. جمعیت این شهر بر طبق سرشماری سال۱۳۹۵، برابر با۳٫۸۷۵ نفر بوده‌است.
از دیر باز عمده درآمد مردم این شهر از طریق کشاورزی (گندم دیم) و باغداری و دامداری بوده‌استٰ در حالی که جاذبه‌های گردشگری موجود در این شهر می‌تواند منبع عظیمی از درآمد را برای ساکنینش داشته باشد.
غار کتله خور بزرگ‌ترین و زیباترین غار آهکی جهان در این شهر و در دل کوه سقزلو گرماب واقع شده‌است. این غار در ۱۴۰ کیلومتری جنوب غربی زنجان و ۴۵ کیلومتری شهرستان خدابنده و در جنوب شهر گرماب واقع شده‌است که از طریق دو جاده مناسب زنجان- سلطانیه و زنجان- بیجار، قابل دسترسی است. علاوه بر این تفرجگاه تفریحی چشمهٔ زیبای بالیخلی بولاغی و همچنین باغات زیبا و آبگرم گرماب نیز از جاذبه‌های گردشگری دیگر این شهر می‌باشند.

## جمعیت
بنابر سرشماری مرکز آمار ایران، جمعیت بخش افشار شهرستان خدابنده در سال ۱۳۸۵ برابر با ۱۲۱۴۳ نفر بوده‌است.